# (2100) Ra-Shalom
(2100) Ra-Shalom ist ein Asteroid vom Aten-Typ. Damit bezeichnet man eine Gruppe von Asteroiden, deren Bahnen größtenteils innerhalb der Erdbahn verlaufen und diese von innen her kreuzen.
Ra-Shalom wurde 1978 von Eleanor Helin am Palomar-Observatorium entdeckt. Der Name setzt sich zusammen aus dem ägyptischen Sonnengott Ra und dem hebräischen Wort für Frieden; er erinnert an das Abkommen von Camp David zwischen Ägypten und Israel.
Ra-Shalom läuft auf einer exzentrischen Bahn zwischen 0,47 AE (Perihel) und 1,20 AE (Aphel) in 277 Tagen um die Sonne. Die Bahnexzentrizität beträgt 0,44, wobei die Bahn 15,76° gegen die Ekliptik geneigt ist.
Seine Größe wird auf 0,9 bis 2,5 km geschätzt. Die Albedo beträgt 0,1. Der Asteroid rotiert in rund 20 Stunden um die eigene Achse.